# Goioerê (gemeente)
Goioerê is een gemeente in de Braziliaanse deelstaat Paraná. De gemeente telt 29.704 inwoners (schatting 2009).

## Aangrenzende gemeenten
De gemeente grenst aan Formosa do Oeste, Janiópolis, Mariluz, Moreira Sales, Quarto Centenário en Rancho Alegre d'Oeste.